# 塩澤快浩
塩澤 快浩（しおざわ よしひろ、1968年 - ）は、日本の編集者。早川書房編集部長。『SFマガジン』第8、10代編集長。日本SF作家クラブ会員。

## 経歴
長野県飯田市出身。飯田市立丸山小学校から上郷町立（現飯田市立）上郷小学校、飯田市立高陵中学校を経て長野県飯田高等学校に進む。東京外国語大学の入試に失敗し、一浪して上智大学英語学科に入学。早川書房入社前はミステリファンであり、SFはあまり読んでいなかった。
編集長就任後は、ライトノベル出身作家を積極的に『SFマガジン』等で執筆させたり、『このミステリーがすごい!』のSF版『SFが読みたい!』の創刊や、叢書「ハヤカワSFシリーズ Jコレクション」を創刊したりするなど、精力的に活動。いわゆる「SF冬の時代」を終焉させた。

## 略歴
- 1991年 早川書房に入社。『SFマガジン』の編集に携わる。
- 『SFマガジン』1996年11月号より第8代編集長に就任(阿部毅と交代)。
- 2001年、『SFマガジン』内で毎年実施されていた「年間ベスト企画」を独立した書籍として、『SFが読みたい!』を創刊。以降、毎年刊行。
- 2002年、叢書「ハヤカワSFシリーズ Jコレクション」を刊行開始。
- 2003年、ハヤカワ文庫JA内レーベルとして「次世代型作家のリアル・フィクション」刊行開始。
- 2005年、西島大介とともにWeb同人誌「アンシブル通信」を運営。
- 『SFマガジン』2009年3月号の編集後記において、編集長を辞し、「二年前から兼務している国内フィクション全体を統括する部長職にあたりつつ、国内SFについては基本的に現在の担当を継続」と記述。
- 『SFマガジン』2009年4月号より編集長を清水直樹に交代。
- 2012年8月、新たに長編を対象としたハヤカワSFコンテストを2013年から開始する旨を伝え、自ら選考委員会の一員となるとした。
- 『SFマガジン』2010年10月号より編集長に再任。
- 2015年1月、『SFマガジン』本誌の隔月刊化にともない、『SFマガジン』cakes版を開始。自身の日記「帰ってきたアンシブル通信」も公開。
- 『SFマガジン』2021年12月号より編集長を溝ロ力丸に交代。

## 手がけた作家
- 飛浩隆、深堀骨、伊藤計劃、円城塔らの最初の著書を出版。
- 田中啓文のSF作家としての第1作を出版。
  - 『銀河帝国の弘法も筆の誤り』『蹴りたい田中』については、刊行される本のコンセプトまで深く係わった。
- 冲方丁の『マルドゥック・スクランブル』を三冊連続出版。
- 津原泰水の『バレエ・メカニック』、『ヒッキーヒッキーシェイク』（文庫のみ）を担当。
  - 『ヒッキーヒッキーシェイク』では、帯に「この本が売れなかったら、私は編集者を辞めます。早川書房　塩澤快浩」とのコピーをつけたことで話題となった。